# Golernio
Golernio est un concejo du comté de Treviño. Il est situé dans la comarque de l'Èbre, dans la communauté autonome de Castille-et-León, province de Burgos en Espagne. Ce village compte environ une quinzaine d'habitants.
Golernio fait aussi partie de l'enclave de Treviño, dont la majorité de la population demande à être rattachée à la province de l'Alava.